# كينجي نومورا
كينجي نومورا (乃村健次 نومورا كينجي) هو مؤدي أصوات ياباني ولد في 23 يوليو 1970 في محافظة أوكاياما.

## أدواره في الأنمي

### مسلسلات أنمي تلفزيونية
- بليتش - يامي ريالغو
- إندكس معينة خاصة بالسحر - تويا كاميجو
- إندكس معينة خاصة بالسحر II - تويا كاميجو
- كاشرن سينز - روبوت
- أوكامي-سان و رفاقها السبعة - فوتوشي توندا
- آيشيلد 21 - ماكوتو أوتاوارا، والد دايكيتشي كوموسوبي
- غوين ساغا - دودو
- ريستورانتي باراديسو - لورينزو
- ديفل ماي كراي - برايان
- شاكوغان نو شانا II - إيست إدج
- شاكوغان نو شانا III(فاينل) - إيست إدج
- غينشيكين - ميتسونوري كوغاياما
- خيميائي الفولاذ - ديلفينو
- غاد غارد - لاري جاي هارموني
- ترينيتي بلاد - الماركيز جولا كادار
- ون بيس - كوروماريمو، تشيسماريمو، براهام، جاك
- أبطال الديجيتال الجزء الأول - طحبوش
- أبطال الديجيتال الجزء الرابع - المسمار
- C - تسوتومو ساكاماكي
- الأرجوحة الطائرة - يازاكي
- غوسيك - الفارس
- البدلة المتنقلة جاندام إيج - إيوارك براير
- يورمنغاند - وايلي
- يورمنغاند PERFECT ORDER - وايلي
- مغامرة جوجو الغريبة - سانتانا
- ميداكا بوكس أبنورمال - شيغوسا تاكاتشيهو
- غاتشامان كراودز - أران كوكوبون
- بليزبلو ألتر ميموري - آيرون تيغر
- شوكوغكي نو سوما - كيوشي غوداباياشي
- طوكيو غول - أكيهيرو كانو
- بطولات أرسلان - غارشاسف
- دريفترز - جيل دو ري
- فيت/أبوكريفا - كايري شيشيغو
- باكي الخطاف - يوجيرو هانما
- دكتور ستون - غوزان

### أوفا أنمي
- إير جير: الأجنحة السوداء و غابة النوم Break on the sky - دونتوريس
- البدلة المتنقلة جاندام يونيكورن - أليك
- سوبرنتشرل ذي أنيميشن - بروس

### أفلام أنمي
- فاينل فانتسي VII: أدفنت تشيلدرن - لوز
- أكاديمية الساحرات الصغيرات - مينوتور

## أدواره في ألعاب الفيديو
- تيلز أوف ذا تيمبسيت - فورست ليدوين
- مترويد: أثر إيم - أنثوني هيغز
- جاي-ستارز فيكتوري فيرسيس - الصوت الغامض
- سلسلة ألعاب بليزبلو
  - بليزبلو كالاميتي تريغر - آيرون تيغر
  - بليزبلو كونتينيوم شيفت - آيرون تيغر
  - بليزبلو كرونوفانتازما - آيرون تيغر
- بليزبلو كروس تاغ باتل - آيرون تيغر

## أدواره في الدبلجة اليابانية
- سوبرمان - ليكس لوثر
- ترانسفورمرز: برايم - ويليام فاولر

## وصلات خارجية
- كينجي نومورا على موقع IMDb (الإنجليزية)
- كينجي نومورا على موقع ميوزك برينز (الإنجليزية)
- كينجي نومورا على موقع قاعدة بيانات الفيلم (الإنجليزية)
- كينجي نومورا على موقع كينوبويسك (الروسية)
- كينجي نومورا على موقع ANN person (الإنجليزية)